# Viburnum ellipticum
Viburnum ellipticum är en desmeknoppsväxtart som beskrevs av William Jackson Hooker. Viburnum ellipticum ingår i släktet olvonsläktet, och familjen desmeknoppsväxter. Inga underarter finns listade i Catalogue of Life.

## Bildgalleri

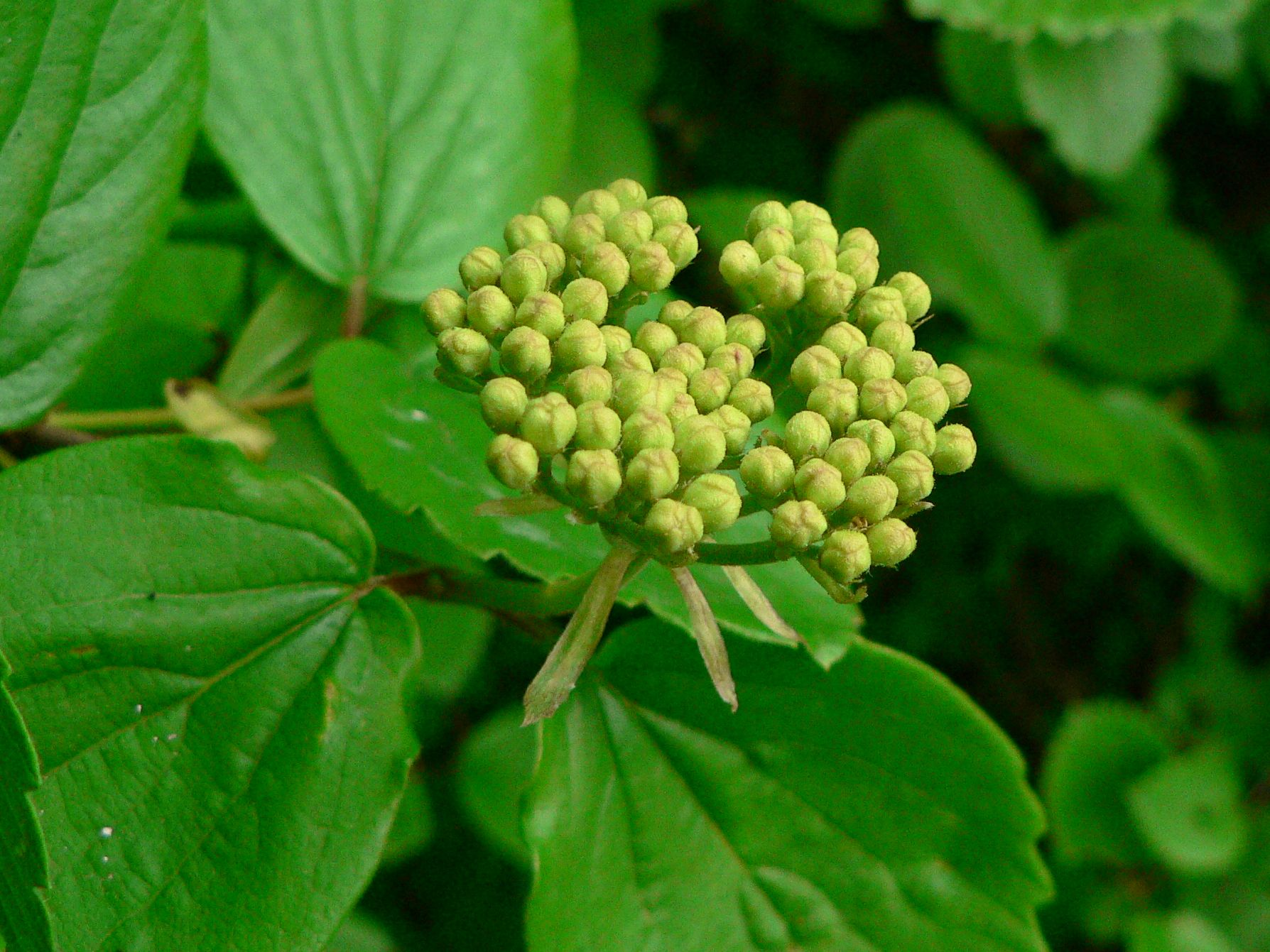